# تپه شهر سوخته ۳۲۸
تپه شهر سوخته ۳۲۸ مربوط به هزاره سوم قبل از میلاد است و در شهرستان زابل، بخش شیب آب، دهستان لوتک، روستای حومه شهر سوخته، ۲۲/۴۰۰ کیلومتری جنوب غرب پایگاه باستان‌شناسی واقع شده و این اثر در تاریخ ۲۸ اسفند ۱۳۸۵ با شمارهٔ ثبت ۱۸۹۶۱ به‌عنوان یکی از آثار ملی ایران به ثبت رسیده است.